# Анисина, Ирина Евгеньевна
Ири́на Евге́ньевна Черня́ева (более известная под фамилией Ани́сина; род. 29 октября 1955, Москва, СССР) — советская фигуристка, чемпионка СССР 1971/1972 года, участница чемпионатов Европы 1972 и 1973 годов, чемпионата мира 1972 года, Олимпийских игр 1972 года в парном катании. Мастер спорта СССР международного класса.
Фигурным катанием начала заниматься с 8 лет. Выступала вместе с Василием Благовым. Тренировалась у Татьяны Тарасовой, Лидии Горлинской.
В прошлом — жена советского хоккеиста Вячеслава Анисина, мать фигуристки Марины Анисиной.

## Спортивные достижения
| Соревнования/Сезоны | 1972 | 1973 |
| ------------------- | ---- | ---- |
| Зимние Олимпиады    | 6    |      |
| Чемпионаты мира     | 6    | 7    |
| Чемпионаты Европы   | 6    | 5    |
| Чемпионаты СССР     | 1    | 2    |